# Torarin svarte på Måsalid
Torarin svarte på Måsalid (Þórarinn svarti máhlíðingr) var en isländsk bonde som bodde på halvön Snæfellsnes under 900-talets senare hälft. Han är omtalad i Eyrbyggja saga och känd för att ha diktat Måsalidsvisorna (Máhlíðingavísur).

## Släkt och familj
Torarins stamfar var Bölverk blindingstryne (Bǫlverkr blindingatrjóni) från Norge. Dennes son Björn var gift med trollkvinnan Geirrid (Geirríðr), som sedan hon blivit änka for till Island. Där gjorde hon sig känd för stor gästfrihet. Hon lät bygga sin gård tvärsöver allfarleden och hade bordet ständigt dukat, så att alla som kom förbi kunde bjudas på mat. Björns och Geirrids son var Torolf krumfot (Þórólfr bœgifótr), som var en stor viking, men vann berömmelse först efter sin död då han blev en fruktad gengångare. Torolfs yngsta dotter hette Geirrid, uppkallad efter sin farmor. Också hon blev en vida berömd trollkvinna. Hon gifte sig med en Torolf Herjolfsson (Þórólfr Herjólfsson) och slog sig ner på gården Måsalid (Mávahlíð) på Snæfellsnes. Där blev hon änka, men hade dessförinnan fått barnen Torarin svarte och Gudny (Guðný).

## Striden på Måsalid
Om Torarin svarte sägs följande i Eyrbyggja saga:
| ” | Han var storvuxen och stark, men ful och tystlåten, och för det mesta så fridsam att han kallades en fredsmäklare (mannasættir). Rik var han inte, men han hade en inbringande gård. Enligt ovänners tal var han så rädd för att bli indragen i tvister, att hans kynne var mera likt en kvinnas än en mans. Han var gift och hans hustru hette Aud (Auðr). | „ |

Hösten 981 förlorade grannen Torbjörn digre (Þorbjǫrn digri) på Frodå (Fróðá) några ston som betat på fjällallmänningen. Torarin blev på falska grunder anklagad för att ha stulit hästarna och Torbjörn begav sig med tolv man till Måsalid. Syftet var att leta rätt på det stulna, men Torbjörn trodde att Torarins saktmod var svaghet och drev sin rannsakan alltför långt. En häftig strid utbröt, vilken upphörde först sedan gårdens kvinnor hade gett sig på de stridande och kastat kläder över deras vapen. Torbjörn och hans män lommade av, skakade över att Torarin, som de trott vara en mes, hade satt sig till motvärn. På Måsalid började försvararna förbinda sina sår när en avhuggen kvinnohand hittades i tunet. Den var Auds. Nu rann sinnet på Torarin så till den grad att han med sitt folk jagade ifatt Torbjörns flock. Torbjörn fick ett hugg så att skallen klövs, och de flesta av hans män dödades.
Återkommen till gården möttes Torarin i dörren av sin mor. Enligt sagan var det som svar på hennes frågor som han nu började kväda Måsalidsvisorna. I dessa berättar han om stridens utgång och sina närmaste framtidsplaner.
Torarin borde nog enligt tidens praxis ha frikänts för dråpen, då han endast försvarat sig själv och sin heder. Men den fallne Torbjörn var en frände till Snorre gode – Islands då mäktigaste hövding. Torarin dömdes därför fredlös och tvingades gå i landsflykt. Hans vidare öden är okända.

## Måsalidsvisorna (Máhlíðingavísur)
Måsalidsvisorna består av sjutton strofer. I Eyrbyggja saga presenteras de som lausavísur, men de omtalas tidigt som en sammanhängande diktcykel med samlingsnamnet Máhlíðingavísur. Versmåttet är dróttkvætt av ett ganska ovanligt slag. I sin kommentar till Háttatal (strof 8) citerar Snorre Sturlasson första strofens två första rader som exempel på bragarmál (poetiskt språk):
Varðak mik þars myrðir
morðfárs vega þorði.
Det rör sig alltså om elision, det vill säga sammandragning av stavelser genom bortfall av vokal. I detta fall har varða ek blivit varðak och þar es blivit þars. Sådant bragarmál, åstadkommet för välljudets skull, finns på 24 ställen i de sjutton stroferna.
Dikten innehåller också närmare hundratalet kenningar, även om då också måste medräknas de delkenningar som finns i de flerledade kenningarna. Det är i vilket fall som helst ett stort antal utslaget på sjutton strofer.
Torarin har alltså varit en driven rimsmed. Åke Ohlmarks, som översatt verserna, kallar honom "en verkligt betydande skald, som tål att ställas vid sidan av tidevarvets allra främsta".
Eftersom Torarin, varken före eller efter Måsalidsvisornas tillkomst tycks ha varit verksam som skald, kan man fråga sig hur en "enkel bonde" plötsligt visar sig till fulländning behärska hela den invecklade dróttkvætt-tekniken. Förklaringen är nog att han kom från en traditionsbärande ätt. Både hans mor och farmor omtalas som ryktbara trollkvinnor. Att begreppet trollkvinna i kristen tid fått dålig klang kan vi här bortse från: Båda beskrivs i Eyrbyggja saga som ärliga människor, hjälpsamma och givmilda. Trollkvinnor har de kallats därför att de ägde gammal, traderad kunskap. Torarins mor tycks dessutom ha undervisat grannar i sina magiska konster. Förmodligen rörde det sig om överlevnadskonst – till exempel hur man botar människor och djur – men att hon också behärskade trolldom framgår klart av sagan och troligtvis har skaldekonsten räknats hit. Den som lärt sig att fläta samman ytterst komplicerade skaldestrofer – som tämjt orden och fått dem i sin makt – troddes med sina strofer också kunna upphäva naturlagarna. Ännu i sen tid har det på Island funnits sägner om kraftskalder (kraftaskáld, ákvæðaskáld), som varit så förfarna i skaldskap att de kunnat förflytta fjällen med sina dikter.
Det är därför ganska rimligt att det var Torarins mor, trollkonan Geirrid, som lärde sin son att dikta. Det vore i så fall inte enda gången som sagorna låter oss ana att kända skalder har haft skaldekunniga mödrar. Som exempel kan nämnas Völu-Stein, Berse Skaldtorvasson och Torv-Einar (även om i hans fall läromästarinnan var en styvmor).